# Concremiers
Concremiers – miejscowość i gmina we Francji, w Regionie Centralnym, w departamencie Indre.
Według danych na rok 1990 gminę zamieszkiwało 629 osób, a gęstość zaludnienia wynosiła 22 osoby/km² (wśród 1842 gmin Regionu Centralnego Concremiers plasuje się na 585. miejscu pod względem liczby ludności, natomiast pod względem powierzchni na miejscu 374.).